# Yi Jing
Pour les articles homonymes, voir Yi Jing (homonymie).

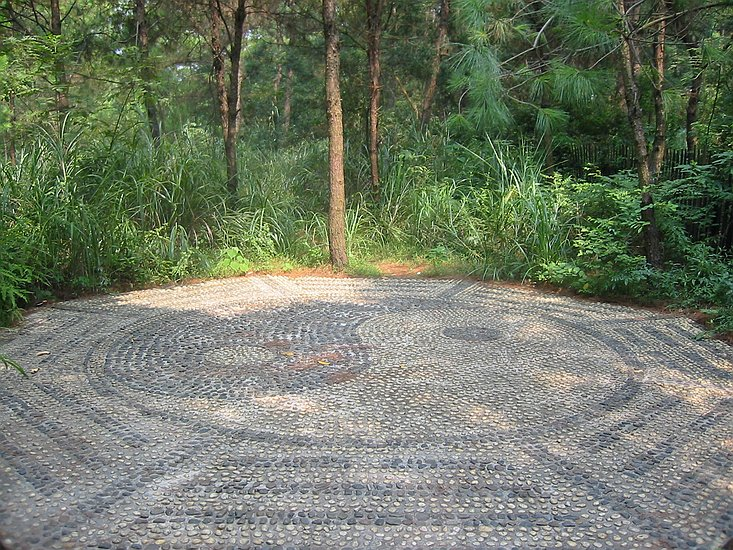
Le Yi Jing est souvent représenté par le taijitu entouré des huit trigrammes.

Le Yi Jing (chinois simplifié : 易经 ; chinois traditionnel : 易經 ; pinyin : yì jīng ; Wade : i4ching1, également orthographié Yi King ou Yi-King), est un des classiques chinois, dont le titre peut se traduire par « Livre des mutations », « Classique des changements » ou « Canon des mutations » ou encore « Livre des transformations ».
Il s'agit à l'origine d'un traité de divination, appelé Zhou Yi (chinois : 周易 ; pinyin : Zhōu Yì ; Wade : Chou1 I4 ; litt. « Mutations des Zhou ») dont l'élaboration date du Ier millénaire av. J.-C. 
Il repose sur 8 trigrammes et 64 hexagrammes, constitués respectivement de 3 et 6 lignes brisées ou continues dont il donne un commentaire bref qui laisse la place à de nombreuses interprétations. Le tirage divinatoire de l’un d’eux est obtenu avec des tiges d'achillée millefeuille, en les comptant d’une certaine manière.
Dans le courant de la seconde moitié du Ier millénaire av. J.-C. plusieurs commentaires, dont le plus célèbre est le « Grand commentaire », Da Zhuan (ou Xi ci), le dotent de nouveaux niveaux de lecture et le transforment en traité cosmologique sur les mutations, les évolutions de la forme des hexagrammes et de leurs lignes renvoyant à la mutabilité des éléments constituant le monde, les interprétations du Yi Jing prenant alors une dimension philosophique. Dès lors le Yi Jing, premier des cinq classiques, occupe une place fondamentale dans l'histoire de la pensée chinoise et peut être considéré comme un traité unique en son genre dont la finalité est de décrire les états du monde et leurs évolutions. Il fait l'objet de nombreuses relectures durant les différentes phases de l'histoire chinoise, qui renouvellent son interprétation.
Le Yi Jing est l'un des principaux classiques chinois, et l'un des ouvrages les plus importants dans l'histoire de la culture chinoise. Il a suscité de nombreuses réflexions, sa symbolique (trigrammes, hexagrammes, diagrammes) a exercé une grande influence et se retrouve couramment dans la société chinoise. Ce classique a également une grande importance dans les pays voisins de la Chine qui ont reçu son influence (Corée, Japon, Vietnam). Il a également reçu un écho en Occident, en dehors des milieux académiques, notamment dans les milieux artistiques et chez les personnes intéressées par l'ésotérisme.

## Histoire textuelle

### Un ouvrage divinatoire

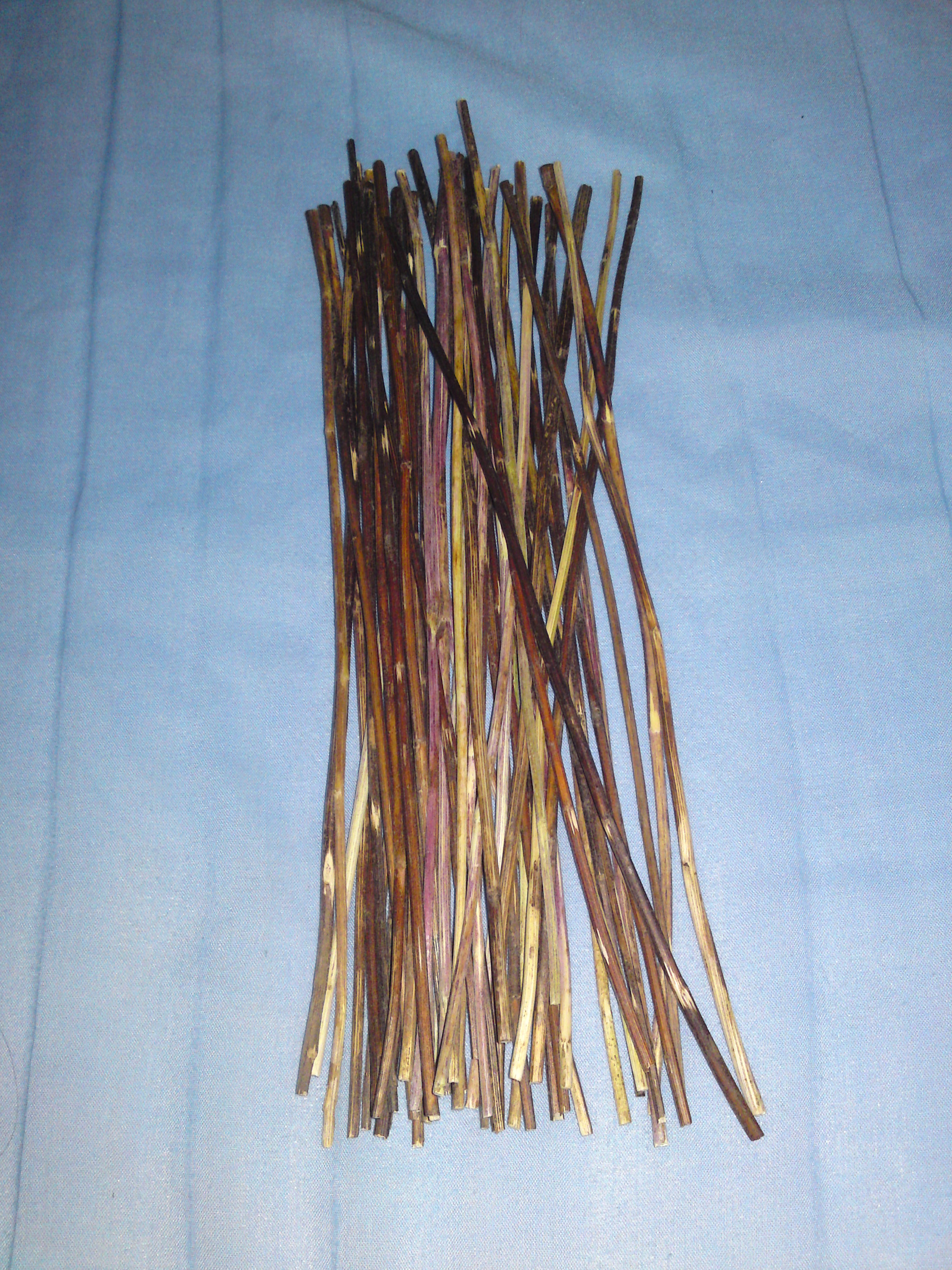
Tiges d'achillée millefeuille préparées pour la divination.

Le Yi Jing trouve son origine dans un ouvrage de divination par le tirage de tiges d'achillée millefeuille, employé durant le Ier millénaire av. J.-C., appelé Zhou Yi 周易 « Mutations des Zhou » (parce qu'il est associé à la dynastie Zhou, 1045-221 av. J.-C.),,, ou simplement Yi 易 « Mutations ». Ce texte correspondrait alors à une version ancienne du texte de base du Yi Jing classique, avec les hexagrammes et les sentences principales qui leur sont associés, en tout cas sans les commentaires canoniques.
La datation de ce textes est depuis longtemps discutée. Les premières études modernes sur le contenu du Yi Jing originel et de la pensée divinatoire et spéculative l'accompagnant sont le fait de chercheurs chinois, notamment Li Jingchi (1902-1975) et Gao Heng (1900-1986). En Occident deux reconstitutions des origines du livre ont été proposées par des chercheurs américains. Selon Edward Shaughnessy, les hexagrammes et les sentences sur les lignes sont élaborés dès la fin du IXe siècle av. J.-C., durant la dernière phase de la dynastie Zhou de l'Ouest, et c'est le produit de l'expérience de plusieurs scribes versés dans la divination par l'achillée. Pour Richard Kunst c'est à l'origine une collection de présages avec leurs pronostics, et aussi de propos populaires et de sagesse, d'anecdotes historiques, circulant oralement puis fixée par écrit sous la forme d'un manuel à l'usage de devins, sur une longue durée,.
D'autres sources attestent des pratiques de divination par l'achillée millefeuille dans l'Antiquité chinoise. Des inscriptions oraculaires de l'époque de la dynastie Shang (XIIe siècle av. J.-C.) et de celle de la dynastie Zhou de l'Ouest (1046-771 av. J.-C.) comportent des séries de chiffres, qui semblent établis à partir de tirages de tiges d'achillée, des « hexagrammes numériques », mais leur lien avec le contenu du Zhou Yi n'est pas clair,. Le Commentaire de Zuo (Zuo Zhuan), commentaire des Annales des Printemps et Automnes (Chunqiu), un autre classique de la tradition confucéenne, qui a été compilé vers le milieu du IVe siècle av. J.-C. mais se réfère à des événements de la période des Printemps et Automnes (722-481 av. J.-C.), comprend en revanche plusieurs mentions de procédures oraculaires par l'achillée s'appuyant assurément sur le Zhou Yi. Cela indique que l'ouvrage a connu une diffusion importante dans les milieux officiels pratiquant la divination pour aider à la prise de décision, au moins à l'époque de rédaction de Commentaire de Zuo, peut-être dès celle à laquelle celui-ci se réfère.
Beaucoup de zones d'ombres demeurent sur ces pratiques divinatoires et la fixation de la tradition aboutissant au Yi Jing : on ne sait pas comment était accomplie la procédure divinatoire aboutissant à des séries de chiffres ; on ne sait pas non plus à partir de quand apparaissent les hexagrammes et les trigrammes en lignes pour noter les résultats des procédures divinatoires car on ne trouve que des chiffres dans les textes les plus anciens, aussi si certains estiment que le changement se produit dès les environs de 800 av. J.-C., d'autres situent cela plus tard durant la période des Royaumes combattants car on ne trouve pas d'attestation claire des hexagrammes en lignes avant la période, auquel cas il faudrait estimer que ces figures sont un ajout postérieur au texte originel.
La divination de ces époques anciennes renvoie à une forme de « rationalité » propre à la Chine antique, à une vision du cosmos qui préfigure celle des époques postérieures, dans laquelle les formes sont analysées (ici celles des tiges d'achillée, aussi celles des craquelures sur les carapaces de tortue et omoplates de bovins chauffées) suivant une logique propre, visant à suivre les changements affectant le monde, à mettre en évidence les rapports existant entre les différents phénomènes du monde,,. La question de savoir si le Zhou Yi a un sens moral dès sa création est débattue. Les mentions du livre dans le Commentaire de Zuo semblent en tout cas indiquer (si elles sont fiables historiquement) qu'il est doté du statut d'ouvrage de sagesse au moins dès le Ve siècle av. J.-C..

### Des commentaires et un classique
Entre la fin des Royaumes combattants et le début des Han, sont rédigés un ensemble de sept commentaires s'ajoutant au texte de base, surnommés les « Dix Ailes », parce que trois d'entre eux comprennent deux parties, qui en tout font un groupe de dix textes (voir plus bas). Bien que la tradition confucéenne les attribue à Confucius, il est généralement admis qu'ils sont fixés entre le milieu du IIIe siècle av. J.-C. et la première partie du IIe siècle av. J.-C.,, le manuscrit d'un de ces commentaires, le Xi ci (le « Grand commentaire »), ayant été mis au jour dans une tombe de Mawangdui datée de 168 av. J.-C.,. Cependant un d'entre eux, le Xu gua, semble dater de la période des Han postérieurs (Ier – IIe siècle de notre ère).
Ces commentaires ajoutent de nouvelles strates au texte de base, et il en résulte un glissement du sens de l'ouvrage, sur ses bases divinatoires, réinterprété dans un sens plus naturaliste, cosmologique et philosophique. Ils reflètent le contexte intellectuel de la fin des Royaumes combattants et des débuts de la dynastie Han, qui voit se mettre en place une cosmologie et une philosophie de la nature spécifiques, sur les bases héritées des phases antérieures. Elle est notamment marquée par le principe de changement/mutations qui est primordial dans le Yi Jing, l'idée de corrélation et d'interdépendance entre les différents phénomènes de l'univers. C'est à cette période qu'émergent des concepts marquants de la pensée chinoise, en premier lieu les principes alternants et complémentaires Yin et Yang 陰陽, le Qi 氣, « souffle », qui circule partout et anime l'univers, les « Cinq Phases », wuxing 五行 qui se succèdent de façon cyclique. Les commentaires du Yi Jing intègrent ces différents concepts et considérations, manifestement dans le cadre du courant confucéen, qui se cherche à cette époque une approche cosmologique.
Le texte s'est alors imposé comme un des « classiques » (jing 经) de la tradition lettrée chinoise, à dominante confucéenne. Une première version officielle du Yi Jing est fixée par écrit en 183 de notre ère, parmi les classiques sur pierre, copies sur pierre des premiers documents considérés comme classiques de façon officielle par le gouvernement Han. C'est la première reconnaissance du statut de classique pour le Yi Jing, à la différence des Odes, des Documents, des Rites et des Printemps et Automnes qui disposaient de cette importance avant.

### Commentaires et éditions duYi Jing
Le statut éminent que prend le Yi Jing dès l'époque Han se voit dans les éditions et commentaires dont il fait l'objet à cette époque, perdus mais connus par des mentions et des fragments compilés dans des anthologies de l'époque Tang,. Le texte circule encore à cette période sous diverses formes, qui reflètent manifestement des conceptions concurrentes du sens de l'ouvrage, ces organisations étant généralement accompagnés de commentaires par les lettrés qui les font. Tous les commentaires des Dix Ailes sont alors généralement dissociés du texte de base, et c'est le choix qui est fait pour la version des classiques sur pierre de 183. Fei Zhi (50 av. J.-C.-10 ap. J.-C.) est apparemment le premier à intégrer les commentaires Tuan et Xiang dans le texte de base.
Le Wen yan y est ensuite intégré par Wang Bi (226-249), dont l'édition et le commentaire s'imposent durant les siècles suivants comme une référence, jusqu'à l'époque de la dynastie Song,. Ils sont compilés par Kong Yingda (574-648) dans le Zhou yi zhengyi, avec l'addition d'un autre commentaire important, celui de Han Kangbo (332-380) concernant seulement le Xi ci. Cela devient la forme classique sous laquelle circule le Yi Jing durant les siècles suivants, et celle qui est reprise par Ruan Yuan (1764-1849) dans le canon Shishan Jing de l'époque des Qing.
La grande figure du néo-confucianisme des Song, Zhu Xi (1130-1200), réalise un commentaire majeur du Yi Jing pour lequel il se porte vers une édition, établie par Lü Zuqian (1137–1181), séparant le texte de base et les Dix Ailes car il fait du Yi Jing un texte avant tout oraculaire. Avant cela une autre grande personnalité du néo-confucianisme, Cheng Yi (1033-1077), a proposé un commentaire important du Yi Jing. Ces auteurs sont repris sous les Qing par Li Guangdi (1642-1718) pour faire une édition xylographiée en 1715. Hui Dong (1697-1758) propose quant à lui un commentaire qui s'inscrit dans une autre tendance importante de cette même époque, qui cherche à retrouver l'approche interprétative ancienne du Yi Jing, celle de l'époque Han,.

## Structure du texte

### Le texte de base
Le texte de base (ben jing) est organisé autour de 64 parties, chacune correspondant à un gua 卦, ou hexagramme, signe constitué de 6 lignes continues ou brisées. Elle débute par la présentation de la forme (xing 形) de l'hexagramme, constitué comme son nom l'indique de six lignes continues ou brisées (voir plus bas). Le texte donne ensuite le nom (ming 名) de l'hexagramme. Puis viennent de courtes sentences (ou « jugements », terme trompeur) servant à caractériser l'hexagramme (gua ci 卦辭), des formules divinatoires au sens souvent obscur,. Par exemple pour l'hexagramme song 訟 (no 6), le « conflit », le jugement se présente ainsi :
訟：有孚，窒。惕中吉。終凶。利見大人，不利涉大川。

Le conflit : tu es sincère et tu rencontres de l'obstruction.

Une halte prudente à mi-route apporte la fortune.

Mener l'affaire à son terme apporte l'infortune.

Il est avantageux de voir le grand homme.

Il n'est pas avantageux de traverser les grandes eaux.
Enfin viennent des sentences servant cette fois-ci à caractériser les lignes formant l'hexagramme (yao ci 爻辭). Elles sont présentées en commençant par la ligne du bas, qui est la première ligne puis en remontant jusqu'à la sixième, celle du haut. Les lignes sont désignées selon qu'elles sont continues, ce qui est indiqué par le chiffre 9 九, ou brisées, avec le chiffre 6 六. On trouvera donc la formule « 9 en premier » pour un hexagramme ayant une ligne continue en signe du bas, et « 6 en deuxième » si c'est une ligne brisée qui est la deuxième en partant du bas, et ainsi de suite. Chaque description de ligne est suivie de courtes sentences,. Par exemple pour la deuxième ligne de l'hexagramme zhong fu 中孚 (no 61) :
九二：鳴鶴在陰。其子和之。我有好爵。吾與爾靡之。

Neuf à la deuxième place signifie :

Une grue criant dans l'ombre.

Son petit lui répond.

J'ai un bon gobelet.

Je le partagerai avec toi.

### Les commentaires
Le texte de base a fait l'objet de commentaires, zhuan. Sept commentaires ont été inclus dans le texte canonique surnommé les « Dix Ailes » (Shiyi 十翼) parce que trois d'entre eux sont constitués de deux parties et comptent donc pour deux.
Les deux premiers commentaires suivent le texte de base, en apportant des explications sur les hexagrammes, sur le sens des sentences les accompagnant et sur leur forme :
- Le commentaire Tuan 彖, « jugement » ou « décision », en deux parties, qui donne des explications sur le nom des hexagrammes et les sentences des hexagrammes[39],[40]. Par exemple pour le sixième hexagramme « conflit », constitué des trigrammes symbolisant la force et le danger :

« 訟，上剛下險，險而健訟。訟有孚窒，惕中吉，剛來而得中也。終凶；訟不可成也。利見大人；尚中正也。不利涉大川；入于淵也。
 Au-dessus est la force, au-dessous le danger. Le danger et la force donnent le conflit.

« L'homme en conflit est sincère et rencontre de l'obstruction. » Ce qui est ferme vient et parvient au milieu.

« Mener l'affaire jusqu'à son terme apporte l'infortune. » On ne doit pas laisser un conflit devenir permanent.

« Il est avantageux de voir le grand homme. » Ainsi se trouve honorée sa position centrale et correcte.

« Il n'est pas avantageux de traverser les grandes eaux » car on tomberait alors dans l'abîme. »

- Le commentaire Xiang 象, « figure » ou « image », en deux parties, qui comme son nom l'indique explique la figure formée par les hexagrammes, en interprétant leurs trigrammes et leurs lignes, introduisant ses commentaires par la formule « la figure/image dit : (...) » (xiang yue 象曰)[39],[42]. Par exemple pour le sixième hexagramme « conflit », composé des trigrammes symbolisant le ciel et l'eau :

« (Interprétation des trigrammes :)
 天與水違行，訟；君子以作事謀始。
 Le ciel et l'eau vont en sens inverse l'un de l'autre image du conflit. Ainsi l'homme noble, dans toutes les affaires qu'il traite, considère le commencement.

(Interprétation de la première ligne :)
 (Texte de base :) 天與水違行，訟；君子以作事謀始。
 Six au commencement : Si l'on n'éternise pas l'affaire, il y a un peu de bavardage. À la fin vient la fortune.

(Xiang :) 天與水違行，訟；君子以作事謀始。
 « Ne pas éterniser l'affaire. » Il ne faut pas prolonger le conflit. Bien qu'il y ait « un peu de bavardage » l'affaire est finalement tranchée de façon claire. »

Le « Grand commentaire », Dazhuan 大傳, ou commentaire sur les « sentences attachées », Xi ci 繫辭, est un traité en deux parties. C'est le commentaire majeur du Yi Jing. Il vise à apporter une explication sur le sens général du Yi Jing et sa fonction : il porte aussi bien sur la structure et le sens des hexagrammes, son système numérologique, la procédure de tirage par les jetons d'achillée, que le sens cosmologique du livre, et le rôle du sage pour son interprétation et son explication,.

« 聖人設卦觀象，繫辭焉而明吉凶，剛柔相推而生變化。
 Les saints sages ont formé les hexagrammes afin que l'on puisse y percevoir les phénomènes. Ils ont annexé les jugements pour indiquer la fortune et l'infortune. En tant que les traits fermes et malléables se chassent mutuellement, le changement et la transformation circulaire se produisent.

是故，吉凶者，失得之象也。悔吝者，懮虞之象也。變化者，進退之象也。剛柔者，晝夜之象也。六爻之動，三極之道也。是故，君子所居而安者，易之序也。所樂而玩者，爻之辭也。
En conséquence, la fortune et l'infortune sont les images de la perte ou du gain ; le repentir et l'humiliation sont les images du chagrin ou des précautions. Le changement et la transformation sont les images du progrès et du recul. Le ferme et le malléable sont les images du jour et de la nuit. Les mouvements des six lignes contiennent les voies des trois puissances premières. C'est là par conséquent l'ordre des transformations auquel le sage adhère et grâce auquel il entre dans le repos. C'est dans les jugements portés sur les différents traits que le sage trouve sa joie et c'est sur eux qu'il médite.

是故，君子居則觀其象，而玩其辭；動則觀其變，而玩其占。是以自天祐之，吉无不利。
 C'est pourquoi, au temps du repos, l'homme noble considère ces images et médite sur les jugements. Quand il entreprend quelque chose, il considère les changements et médite sur les oracles. C'est pourquoi il est béni du ciel. « Fortune ! Rien qui ne soit avantageux. » »

— Xi ci (Grand commentaire), A2.
Le commentaire sur les mots du texte, Wen yan 文言, donne une interprétation morale des deux premiers hexagrammes, très poussée,.
Les trois autres commentaires portent plus spécifiquement sur les figures (les hexagrammes et trigrammes, désignés par le même terme gua 卦) :
- Le commentaire sur l'explication des trigrammes, Shuo gua 說卦, explique la signification des huit trigrammes formant les hexagrammes, en leur donnant des corrélations abstraites, et aussi dans le monde animal, les parties du corps, les membres de la famille, les directions, les pierres, les métaux, etc.[48]. Par exemple le début du troisième paragraphe forme des couples de trigrammes :

« 天地定位，山澤通氣，雷風相薄，水火不相射，八卦相錯。
 Le ciel et la terre déterminent la direction. La montagne et le lac unissent leurs forces. Le tonnerre et le vent s'excitent l'un l'autre. L'eau et le feu ne se combattent pas. Ainsi les huit trigrammes sont mariés. »

- Le commentaire sur la séquence des hexagrammes, Xu gua 序卦, définissant brièvement chaque hexagramme en relation avec leur ordre dans la séquence classique[48].
- Le commentaire sur le mélange des hexagrammes, Za gua 雜卦, donne une explication sur le nom des hexagrammes, traités sans suivre la séquence classique[50].

Pour ce qui est de la distribution des commentaires par rapport au texte de base, les gloses des commentaires Tuan, Xiang et Wen yan sont généralement placées directement après les hexagrammes et sentences explicatives, donc intégrées au texte de base, tandis que les quatre autres commentaires sont placés après le texte de base, comme des appendices. Dans les versions anciennes connues, notamment celle des classiques sur pierre des Han, les trois premiers commentaires sont disposés après le texte de base, ce qui semble correspondre à l'organisation originelle du Yi Jing.

## Principes et thèmes

### Les figures et leur composition
La figure de base du Yi Jing est appelée gua 卦, terme que l'on traduit par « hexagramme », parce qu'elle est composée de six lignes (yao 爻). Deux types de lignes sont employées :
- la ligne continue  associée au yang 陽 et aux chiffres impairs 9 et 7 ;
- la ligne brisée  associée au yin 陰 et aux chiffres pairs 6 et 8[37].

Dans le cadre des possibilités de mutations (un yin devient un yang, et inversement, formant un nouvel hexagramme ; voir plus bas), les lignes sont aussi distinguées entre « vieilles » (6 et 9) qui peuvent changer, et « jeunes » (7 et 8) qui sont fixes.
Les hexagrammes sont eux-mêmes compris comme la combinaison de deux figures de trois lignes, appelées également gua 卦, des « trigrammes ». Il en existe 8 combinaisons possibles (23).
| 乾 (qián) | 坤 (kūn) | 震 (zhèn) | 巽 (xùn) | 離 (lí) | 坎 (kǎn) | 艮 (gèn) | 兌 (duì) |

Dans le commentaire les concernant, le Sha gua, chacun de ces trigrammes est associé à un phénomène naturel (Ciel, Terre, feu, eau, etc.), et à d'autres éléments.
Les différentes combinaisons des deux types de lignes en groupe de six, ou des huit trigrammes en groupes de deux sont employés, soit 64 hexagrammes (26 ou 82). Chaque hexagramme est désigné par un nom qui fait référence à une chose (puits, chaudron), une situation, un état ou une action (attente, demande en mariage, rencontre), une qualité (modestie, élégance), une émotion (joie, accablement), ou encore une relation (famille/clan, solidarité, conflit). Les origines de ces noms sont débattues ; ils semblent souvent liés à des termes ou concepts contenus dans leurs sentences explicatives. Les hexagrammes sont arrangés suivant un ordre conventionnel, par paires opposées : généralement ils sont des inverses (un hexagramme est composé dans l'ordre inverse de sa paire), et dans quelques cas ils sont le miroir l'un de l'autre (les lignes continues de l'un sont situées au même niveau que les lignes brisées de l'autre, par exemple yi no 27 et da guo no 28). En Occident l'habitude s'est faite de les désigner aussi par un nombre correspondant à leur rang dans cet arrangement canonique.
| 1 乾 (qián)       | 2 坤 (kūn)          | 3 屯 (zhūn)  | 4 蒙 (méng)       | 5 需 (xū)          | 6 訟 (sòng)        | 7 師 (shī)      | 8 比 (bǐ)        |
| 9 小畜 (xiǎo chù) | 10 履 (lǚ)          | 11 泰 (tài)  | 12 否 (pǐ)        | 13 同人 (tóng rén) | 14 大有 (dà yǒu)   | 15 謙 (qiān)    | 16 豫 (yù)       |
| 17 隨 (suí)       | 18 蠱 (gŭ)          | 19 臨 (lín)  | 20 觀 (guān)      | 21 噬嗑 (shì kè)   | 22 賁 (bì)         | 23 剝 (bō)      | 24 復 (fù)       |
| 25 無妄 (wú wàng) | 26 大畜 (dà chù)    | 27 頤 (yí)   | 28 大過 (dà guò)  | 29 坎 (kǎn)        | 30 離 (lí)         | 31 咸 (xián)    | 32 恆 (héng)     |
| 33 遯 (dùn)       | 34 大壯 (dà zhuàng) | 35 晉 (jìn)  | 36 明夷 (míng yí) | 37 家人 (jiā rén)  | 38 睽 (kuí)        | 39 蹇 (jiǎn)    | 40 解 (xiè)      |
| 41 損 (sǔn)       | 42 益 (yì)          | 43 夬 (guài) | 44 姤 (gòu)       | 45 萃 (cuì)        | 46 升 (shēng)      | 47 困 (kùn)     | 48 井 (jǐng)     |
| 49 革 (gé)        | 50 鼎 (tǐng)        | 51 震 (zhèn) | 52 艮 (gèn)       | 53 [漸 (jiàn)      | 54 歸妹 (guī mèi)  | 55 豐 (fēng)    | 56 旅 (lǚ)       |
| 57 巽 (xùn)       | 58 兌 (duì)         | 59 渙 (huàn) | 60 節 (jié)       | 61 中孚 (zhōng fú) | 62 小過 (xiǎo guò) | 63 既濟 (jì jì) | 64 未濟 (wèi jì) |

Les trigrammes et hexagrammes sont interprétés comme renvoyant directement au réel. Ce sont des « figures », xiang 象, censées ressembler aux choses. Les trigrammes sont comme vus plus haut associés à différents éléments du monde naturel, de la société, et il en résulte que leurs combinaisons par deux dans les 64 hexagrammes ouvre la porte à de nombreuses interprétations combinant les aspects de l'un et de l'autre.
La méthode de divination par l'achillée aboutissant à la composition d'un hexagramme n'est connue que par une description contenue dans le commentaire Xi ci, qui ne semble pas valable pour l'époque pré-impériale ni le début de la dynastie Han (le passage n'est pas présent dans la version du commentaire comprise dans le manuscrit de Mawangdui) ; ainsi que l'explique L. Vandermeersch :

« Le spécialiste — l'achilléomancien — opère sur une masse de 50 tiges d'achillée, diminuée d'une unité, par des partages au hasard successifs obéissant à des règles de manipulation compliquées, de manière à écarter plusieurs fois de suite certaines quotités aléatoires et à obtenir finalement un reste qui ne peut être, en raison des règles appliquées, que de 36, 32, 28 ou 24 tiges. Ce reste est considéré comme significatif de l'un des nombres 9, 8, 7 ou 6, dont il est le quadruple. Dans le cas du 7 ou du 9, impairs, le résultat sera un monogramme yang ; et dans le cas du 6 ou du 8, pairs, un monogramme yin. Répétée six fois (en commençant par la ligne du bas et en progressant vers le haut), l'opération aboutit à l'extraction d'un hexagramme censé représenter l'ensemble des déterminations cosmiques commandant les événements à partir de la situation donnée, et donc sous l'empire desquelles l'avenir de l'enfant considéré, le résultat de l'entreprise envisagée, les conséquences du mariage proposé, la conduite de la personne pressentie pour être mandatée, tourneront nécessairement bien ou mal. Si l'hexagramme est favorable, on va choyer l'enfant, engager l'entreprise, conclure le mariage, mandater la personne. S'il est défavorable, on se séparera de l'enfant ou on prendra des précautions à son encontre, on renoncera à l'entreprise, on refusera le mariage, on retirera le mandat. »

### Mutations
Le Yi Jing doit son titre au concept yi 易 qui sous sa forme verbale renvoie à l'idée de « mutations » ou « changement » ; en tant qu'adjectif il signifie « simple », « aisé ». Le caractère le désignant est couramment interprété comme représentant à l'origine un caméléon (yi 蜴), donc un animal caractérisé par sa capacité à changer, mais cette origine est discutée. Yi est souvent associé à un autre terme, bian 變, « changement »,.
Cette idée de changement/mutation renvoie aux principes Yin et Yang (陰 et 陽), qui alternent et se transforment l'un en l'autre, formant les deux facettes à l'origine de l'univers. La formule célèbre du Xi ci (A4) résume cela par « Un Yin, un Yang, c'est le Dao » (yi yin yi yang zhi wei dao 一陰一陽之謂道),. Ils sont associés aux traits formant les figures du Yi Jing. Ainsi que le formule I. Robinet : « dans le Yi jing, le Yang, représenté par un trait continu, est dit « rigide » ; c'est le pareil à soi même ; le Yin, figuré par un trait discontinu, est dit « souple » ; c'est l'ouverture à la différence. En tant qu'unité, le Yang « commence » : toute identité, tout individu commence par l'Un, par un principe de continuité, d'identité à soi-même, en s'opposant à l'Autre, le différent, qui le délimite. C'est pourquoi le Yin « parachève ». L'Un ne peut se suffire, a besoin de l'Autre pour se borner, délimiter son contour. »
La mutation est donc l'élément structurant le cosmos. Ce raisonnement aboutit à un principe supérieur, que la pensée chinoise nomme Dao 道. Un autre aspect de cette cosmologie où il n'y a pas de ruptures est la mise en corrélation des différents éléments de l'univers, qui se retrouve en particulier dans la correspondance entre les figures et des éléments du monde réel. Selon M. Granet, « la conviction que le Tout et chacune des totalités qui le composent ont une nature cyclique et se résolvent en alternances, domine si bien la pensée que l’idée de succession est toujours primée par celle d’interdépendance. »

« 天尊地卑，乾坤定矣。卑高以陳，貴賤位矣。動靜有常，剛柔斷矣。方以類聚，物以群分，吉凶生矣。在天成象，在地成形，變化見矣。
  Le ciel est en haut, la terre est en bas ; ainsi sont déterminés le créateur et le réceptif. Conformément à cette différence entre le bas et le haut, des places supérieures et inférieures sont établies. Le mouvement et le repos ont leurs lois déterminées ; c'est d'après cela que sont distingués des traits forts et des traits faibles. Les événements suivent des directions définies, chacun selon sa nature. Les choses se distinguent les unes des autres selon des classes déterminées. De cette manière naissent la fortune et l'infortune. Dans le ciel les phénomènes se forment ; sur la terre des figures se forment ; de cette manière se manifestent le changement et la transformation. »

— Xi ci (Grand commentaire), A1.
Appliqué directement aux procédures divinatoires du Yi Jing, le concept de « changement » pourrait renvoyer aux lignes changeantes des hexagrammes, aux variations de nombre obtenues par les jets de tiges d'achillée, ou aux transformations d'un hexagramme en un autre. En effet les hexagrammes peuvent muter par le biais des possibilités d'évolutions permises par la détermination de lignes « vieilles » changeantes (6 et 9) et « jeunes » fixes (7 et 8), et ainsi se transformer en un autre hexagramme. Comme l'explique L. Vandermeersch :

« Un point essentiel de la théorie est en effet que le jeune yang, 7, croît jusqu'à 9, vieux yang, puis se transforme en jeune yin, 8, et que le jeune yin, 8, décroît jusqu'à 6, vieux yin, puis se transforme en jeune yang 7. Il s'ensuit qu'un monogramme yang obtenu par tirage au sort du nombre 7 tend à rester yang, mais qu'il tend à devenir yin s'il a été obtenu par tirage au sort du nombre 9 ; et qu'un monogramme yin obtenu par tirage au sort du nombre 8 tend à rester yin, mais qu'il tend à devenir yang s'il a été obtenu par tirage au sort du nombre 6. Dans ces conditions, à l'hexagramme obtenu directement par tirage au sort — hexagramme primaire (bengua) —, correspond un hexagramme secondaire (zhigua), en général différent, résultant du renversement de yang en yin des monogrammes de valeur 9, et du renversement de yin en yang des monogrammes de valeur 6. Seuls ne changent pas les hexagrammes formés à partir de l'obtention, par le tirage au sort, des nombres 7 et/ou 8 exclusivement. Dans son interprétation, le spécialiste considère à la fois l'hexagramme primaire et l'hexagramme secondaire, et privilégie soit l'un soit l'autre, ainsi que tel ou tel de leurs monogrammes, suivant les règles d'une mantique très compliquée. Et naturellement il tire parti des clausules oraculaires canoniques qui s'appliquent à l'un et l'autre hexagramme ainsi qu'à tel ou tel monogramme retenus comme importants. »

Cela sert pour préciser la réponse apportée par un premier tirage divinatoire, plusieurs méthodes interprétatives ayant été développées à cette fin. On joue sur les différentes possibilités de variations et de rapports entre hexagrammes et trigrammes primaires et secondaires. Des modifications d'une ou plusieurs lignes donnent des évolutions très diverses, allant jusqu'à l'inversion de l'ordre des lignes, ou la mutation de toutes les lignes donnant une figure opposée,.
- possibilités de mutations en changeant une ligne de l'hexagramme qian 乾 (no 1) :  →  ou  ou  ou  ou  ou

- mutation en inversant les hexagrammes tai 泰 (no 11) en pi 否 (no 12) :  →

Parfois se rencontrent des modifications plus complexes comme celle des trigrammes « nucléaires » (formés à partir des lignes intérieures — 2, 3, 4 et 5 — de l'hexagramme), générant un hexagramme secondaire constitué d'un trigramme inférieur formé par les lignes 2, 3 et 4 de l'hexagramme initial et d'un trigramme supérieur formé par les lignes 3, 4 et 5.
- mutation des trigrammes nucléaires de da chu 大畜 (no 26) en gui mei 歸妹 (no 54) :  →

Cela étoffe les possibilités d'interprétations, jouant sur les ressemblances et relations entre les figures. Si on modifie la première ligne (en partant du bas) de l'hexagramme jing le « puits », il devient xu l'« attente », ce qui fait du puits un symbole de patience et persévérance.
- mutation en modifiant la première ligne de jing 井 (no 48) en xu 需 (no 5) :  →

Ces réflexions intégrant les mutations aux principes cosmologiques de corrélations et d'interdépendances, et jouant sur les changements et l'interchangeabilité des figures du Yi Jing semblent surtout s'affirmer dans les commentaires de l'école des figures et des nombres de l'époque Han (voir plus bas).

### Observations et décisions
Le Yi Jing est issu d’un ouvrage divinatoire, qui a donc pour but originel de comprendre le réel et d’aider à prendre des décisions par des consultations oraculaires, et il a toujours conservé cette fonction prédictive. Les « sentences » (ou « jugements ») sur les hexagrammes et leurs lignes du texte de base sont issues de cet état originel, celui des « Mutations des Zhou », et la majorité d’entre elles semble faire référence à des sacrifices destinés aux esprits vénérés à la cour des rois Zhou. Elle visent à déterminer si un acte soumis à la consultation des esprits a leur faveur ou leur défaveur, ce qui explique pourquoi les explications des lignes comprennent souvent des termes négatifs ou positifs, signifiant par exemple « regret », « remords », « néfaste », « menaçant », ou « favorable », « faste », « avantageux », « succès ». La formulation des sentences est cryptique, sujette à de nombreuses interprétations, et comme elle renvoie à un contexte originel inaccessible, leur sens initial est généralement obscur et a fait l’objet de nombreuses spéculations. Comme il est essentiel pour l’utilisation du manuel de tenter de les comprendre, tous les caractères les constituant ont fait l’objet de spéculations dans la multitude de commentaires du Yi Jing qui ont été produits, et les interprétations envisagées sont très diverses. Avec le temps des mots ont pris de nouveaux sens : fu, qui désigne aux époques archaïques un captif de guerre, est devenu une manière de désigner la qualité morale de « sincérité » ou « fiabilité » ; heng, qui désigne à l’origine un type de rituel sacrificiel, a pris les sens de « prévalence », « succès », « pénétrant ». Avec l’introduction d’une lecture confucéenne, les sentences sont souvent comprises dans une finalité morale, ce qui est décrit comme faste devenant une prescription sur la façon de bien se comporter.
Suivant la cosmologique développée dans le Yi Jing, et dans l'optique de la compréhension de l'ordre du cosmos et de la prise de décisions qui en résulte, l'observation des changements va être primordiale, plutôt que la recherche de causes et de conséquences : « au lieu de constater des successions de phénomènes, les Chinois enregistrent des alternances d’aspects. Si deux aspects leur apparaissent liés, ce n’est pas à la façon d’une cause et d’un effet : ils leur semblent appariés comme le sont l’endroit et l’envers, ou, pour utiliser une métaphore consacrée dès le temps du Hi ts’eu (Xi ci), comme l’écho et le son, ou, encore, l’ombre et la lumière » (M. Granet). Ou encore, selon L. Vandermeersch : « la pensée chinoise n'a jamais recherché de causes premières, et même de causes tout court, aux mouvements de l'univers. Pour elle, c'est dans le sens des choses que se trouve la raison des transformations des choses, de même que c'est le sens des hexagrammes du Canon des mutations de se transmuter les uns dans les autres. »
Le but est alors de faire corps avec les mutations, d'y répondre, de s'y adapter. Dans cette optique, la notion d'« opportunité » (shi 時) va être cruciale : selon A. Cheng, elle « conçoit le temps non pas comme écoulement homogène et régulier, mais comme processus constitué de moments plus ou moins favorables. » Il ressort également de plusieurs commentaires du Yi Jing qu'il est essentiel d'être attentif au processus de gestation des phénomènes, tout ce qui va arriver étant déjà existant dans un état préalable, prêt à se cristalliser en autre chose, et c'est en décelant cela que les humains peuvent comprendre le cours des choses et tenter de le contrôler.

« 易與天地準，故能彌綸天地之道。仰以觀於天文，俯以察於地理，是故知幽明之故。原始反終，故知死生之說。精氣為物，遊魂為變，是故知鬼神之情狀。與天地相似，故不違。知周乎萬物，而道濟天下，故不過。旁行而不流，樂天知命，故不懮。安土敦乎仁，故能愛。範圍天地之化而不過，曲成萬物而不遺，通乎晝夜之道而知，故神无方而易无體。
Le Livre des transformations (le Yi (Jing)) contient la mesure du ciel et de la terre ; c'est pourquoi on peut grâce à lui comprendre et diviser la voie (Dao) du ciel et de la terre. En levant les yeux, on contemple, avec son aide, les signes du ciel en une pleine intelligence ; en abaissant le regard, on examine les lignes de la terre : on connaît ainsi les conditions de l'obscur et du clair. En faisant retour aux commencements et en poursuivant les choses jusqu'au bout on connaît les enseignements de la naissance et de la mort. L'union de la semence et de la puissance opère les choses ; l'amollissement de l'âme opère le changement ; on connaît par là les états des esprits qui sortent et qui se retirent. En tant que l'homme devient ainsi semblable au ciel et à la terre, il ne se met pas en contradiction avec eux. Sa sagesse embrasse toutes choses, et sa voie (Dao) ordonne le monde entier. C'est pourquoi il ne commet pas de fautes. Il agit en tous lieux, mais nulle part ne se laisse emporter. Il trouve sa joie dans le ciel et connaît le destin. C'est pourquoi il est libre de soucis. Il est satisfait de son sort et vrai dans sa bonté. C'est pourquoi il peut pratiquer l'amour. En lui sont les figures et les domaines de toutes les formes du ciel et de la terre, si bien que rien ne lui échappe. En lui toutes choses reçoivent partout leur accomplissement, si bien que rien ne leur manque. C'est pourquoi l'on peut par lui pénétrer la voie (Dao) du jour et de la nuit et parvenir à la comprendre. C'est pourquoi l'esprit n'est lié à aucun lieu, ni le Livre des transformations (le Yi (Jing)) à aucune forme. »

— Xi ci (Grand commentaire), A4.

## Réceptions et interprétations duYi Jing

### En Chine
La première conséquence de la canonisation du Yi Jing par les empereurs Han se voit dans ses usages officiels : des savants sont nommés par le pouvoir impérial pour se spécialiser dans son étude, et en tirer des conseils pour la conduite du gouvernement, mais aussi divers usages comme l'ajustement du calendrier. Cette période voit donc une floraison dans l'étude de l'ouvrage, donnant lieu à une grande quantité de commentaires, au point qu'on a désigné cette tradition intellectuelle par l'expression Han Yi (« Yi (Jing) des Han »). Cela s'accompagne de l'attribution d'origines mythiques au texte : l'invention des trigrammes est attribuée au héros culturel Fuxi, puis les soixante-quatre hexagrammes auraient ensuite été formés par le roi Wen des Zhou, qui est à l'origine de leur ordre traditionnel, et aurait également rédigé les sentences les concernant ; on attribue parfois au fils de ce dernier, le duc de Zhou, les sentences sur les lignes ; quant aux commentaires, les Dix Ailes, ils sont attribués traditionnellement à Confucius, qui est devenu sous les Han une figure mythifiée.
Il ne reste plus grand-chose des travaux de l'époque Han sur le Yi Jing, qui sont connus par des fragments conservés dans des sources compilées après la fin de la dynastie. Il ne s'agit pas d'un courant unifié, puisqu'il y a diverses tendances. La principale est celle opposant les tenants des « textes anciens », privilégiant l'étude des versions les plus anciennes des textes parmi celles en circulation, contre les tenants des « textes modernes » qui privilégiaient des versions plus récentes et étaient peu critiques à l'égard des apocryphes qui circulaient. Ces derniers ont développé une approche du Yi Jing reposant sur la « cosmologie corrélative » mettant en relation les figures et différents éléments du réel, souvent accompagnée de considérations numérologiques, ce qui se retrouve en particulier dans le Xi ci ; on parle à leur propos d'école des « figures et nombres » (xiangshu). Leurs représentants (notamment Jing Fang, Zheng Xuan, Xun Shuang, Yu Fan), qui prennent le dessus sous les Han postérieurs, développent un grand nombre de méthodes interprétatives des hexagrammes du Yi Jing, posant les bases de la manière dont le texte devait être utilisé par la suite,. Ainsi le devin-lettré Jing Fang (77-37 av. J.-C.) a élaboré un cycle de douze « hexagrammes de croissance et de déclin » (xiao xi gua 消息卦) symbolisant le cycle annuel de la nature, qui participent à des procédés permettant de déterminer des périodes fastes et néfastes pour divers types d'activités :
- hexagrammes de croissance et de déclin :

De l'autre bord, les penseurs de l'école « signification et principe » (yili) développent une interprétation plus morale du Yi Jing, reposant sur l'étude des sentences explicatives et de leurs commentaires.
Avec son édition et son commentaire du Yi Jing, Wang Bi (226-249), du courant de l'« étude du Mystère » (xuanxue), s'oppose à l'approche des nombres et figures, dans le cadre de sa tentative de développement d'une pensée réconciliant confucéens, taoïstes et penseurs de la nature. Sa démarche consiste à mettre de côté les considérations numérologiques, astrologiques et hémérologiques pour se recentrer sur une approche plus métaphysique et philosophique. Il cherche le sens caché derrière les figures, les étudiant précisément un par un, isolément, et ligne par ligne, y voit des manifestations de la fluidité des affaires humaines, de la possibilité de retourner en sa faveur une situation défavorable si on en a percé les mystères, ou à l'inverse de trouver sa perte malgré une situation favorable si on a échoué à les comprendre. Il analyse aussi leur lien avec les paroles,,. Son travail, augmenté de celui de Han Kangbo (v. 332–385), devient le modèle dominant dans les études sur le Yi Jing durant l'époque médiévale, sous la forme qu'en donne l'édition de Kong Yingda (574–648), le Zhou yi zhengyi qui compile leurs interprétations avec le classique. Les tendances cosmologiques dérivées de l'époque Han perdurent cependant, alors que l'étude du Yi Jing est également intégrée dans les deux religions qui ont émergé à l'époque médiévale, le bouddhisme et le taoïsme, donnant de nouvelles interprétations. Dans les commentaires taoïstes, le Yi Jing est ainsi invoqué dans le cadre des réflexions sur les pratiques alchimiques de longévité.
La période de la dynastie Song (960-1279) est marquée par de très nombreuses études sur le Yi Jing. Ainsi l'école des figures et des noms continue d'être active, développant de nombreux diagrammes en lien avec le Yi Jing, ceux destinés à la postérité la plus importante étant les diagrammes numériques de la Luo et du fleuve Jaune, et ceux, construits autour des huit trigrammes, du Ciel antérieur et du Ciel postérieur, qui sont vus comme des représentations du cosmos, et peuvent être associés et combinés, « le but de ces corrélations (étant) de créer une vision globale de la réalité, dans laquelle nombre et image, ainsi que passé, présent et futur (sont) parfaitement intégrés ».

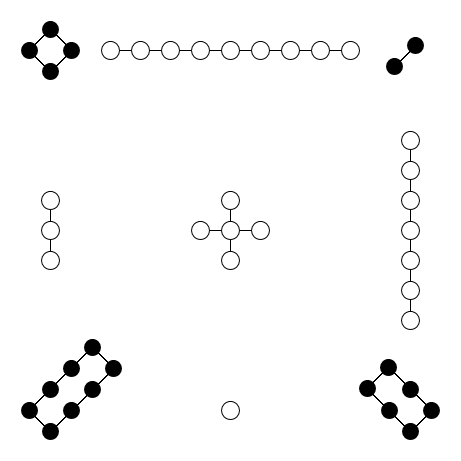
Diagramme de Luo.
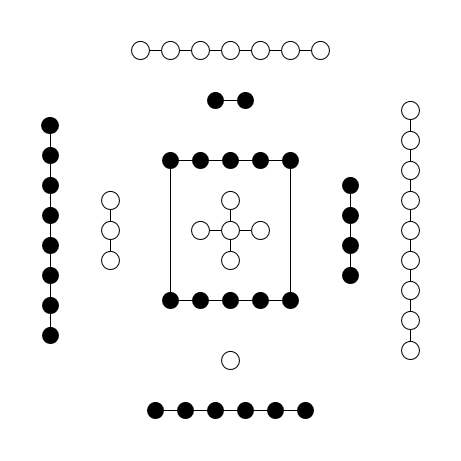
Diagramme du fleuve Jaune.
Diagramme du Ciel postérieur.

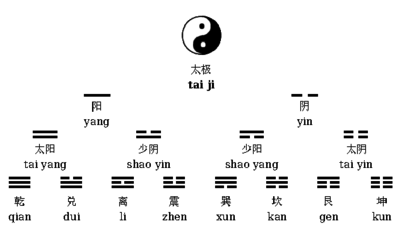
Le processus de formation des huit trigrammes à partir du « Faîte suprême », représenté par le taijitu, popularisé à partir de l'époque Song.

Un des artisans de la renaissance du confucianisme sous un jour cosmologique à l'époque Song, Shao Yong (1011–1077), porté sur la numérologie et l'étude des formes, produit un important commentaire du Yi Jing dans lequel il met en avant le « Faîte suprême » (taiji 太极), origine du mouvement du cosmos et donc des mutations, qui engendre les huit trigrammes de base à partir desquels tout peut être constitué. Il met au point divers diagrammes et correspondances numérologiques visant à expliquer les rapports entre les choses et prédire l'avenir,.
Les commentaires des figures du proue du néo-confucianisme de l'époque Song, Cheng Yi (1033-1107) et Zhu Xi (1130 - 1200), s'inscrivent dans le cadre d'un confucianisme orienté vers les considérations métaphysiques mais moins axé sur la numérologie. Le premier représente l'école du « principe » (li) reposant comme son nom l'indique sur le concept de « principe », qui est derrière toute chose, et est à la fois naturel et éthique. Il interprète les hexagrammes sous un jour plus moral que cosmologique, y voyant des leçons sur la façon de bien se comporter, suivant les principes de rectitude et moralité. Le second ne va pas aussi loin et conçoit le Yi Jing avant tout comme un ouvrage divinatoire (il traite des méthodes de divination par les tiges d'achillée et intègre à son commentaire les diagrammes évoqués précédemment), dont le but est de prédire ce qui sera faste et néfaste à un individu, mais il s'inscrit dans la continuité du premier puisqu'il lui garde un but ultime de nature morale, et que sans sincérité et rectitude il n'est d'aucun usage.
La vision du Yi Jing selon Zhu Xi s'impose par la suite comme le modèle orthodoxe, en lieu et place de celle de Wang Bi, et c'est en particulier celle que doivent connaître les candidats aux examens impériaux. L'usage divinatoire du Yi Jing durant l'époque impériale tardive repose sur les méthodes décrites par Zhu Xi dans son commentaire, lui-même fortement inspiré par le contenu du Xi ci, qui donne une description précise d'une consultation oraculaire : les objets à préparer, dont les tiges d'achillée et la table divinatoire, les ablutions et purifications préliminaires à effectuer par le devin, l'encens qui doit être allumé et à travers la fumée duquel les tiges doivent être passées, la sorte de prière à prononcer, puis le tirage divinatoire en lui-même aboutissant à la détermination de deux hexagrammes (primaire et secondaire), et ensuite les interprétations. Si les méthodes de détermination des hexagrammes semblent généralement avoir suivi ces prescriptions, en revanche les interprétations n'ont jamais été faites de manière unifiée, certains préférant s'appuyer plus sur l'analyse des trigrammes, d'autres sur celle des sentences, d'autres encore ne prenant pas en compte les hexagrammes secondaires si moins de trois lignes ont changé, etc..
En tout état de cause l'hégémonie du néo-confucianisme n'empêche pas de nombreux penseurs de proposer des lectures alternatives de l’œuvre, beaucoup étant caractérisés par une posture éclectique. Lai Zhide (1525–1604) propose ainsi une interprétation globale du Yi Jing qui doit aussi bien à Zhu Xi qu'à Jing Fang et Shao Yong, en plus d'intégrer des éléments bouddhistes. Ouyi Zhixu (1599–1655), un penseur important du bouddhisme chan, commente le Yi Jing en mêlant bouddhisme et confucianisme. Liu Yiming (1724–1831) a une démarche similaire, mais partant du taoïsme. Fang Yizhi (1611–71) et Jiang Yong (1681–1762) introduisent quant à eux des éléments mathématiques et astronomiques européens dans leurs analyses du Yi Jing. Sous les Qing un courant de pensée critique revient sur ces échanges entre courants, en essayant d'expurger les études sur le Yi Jing (et les autres classiques) des éléments bouddhistes et taoïstes qui y ont été intégrés depuis l'Antiquité. Li Guangdi compile en 1715 à la demande de l'empereur Kangxi — un grand amateur du texte, qu'il utilisait dans la conduite des affaires de l'empire — un compendium de commentaires aidant à l'usage et l'interprétation du Yi Jing, certes avec une emphase mise sur l'approche néo-confucéenne, mais intégrant aussi des éléments de commentaires produits depuis l'Antiquité, offrant ainsi une grande diversité de manières d'interpréter le classique.

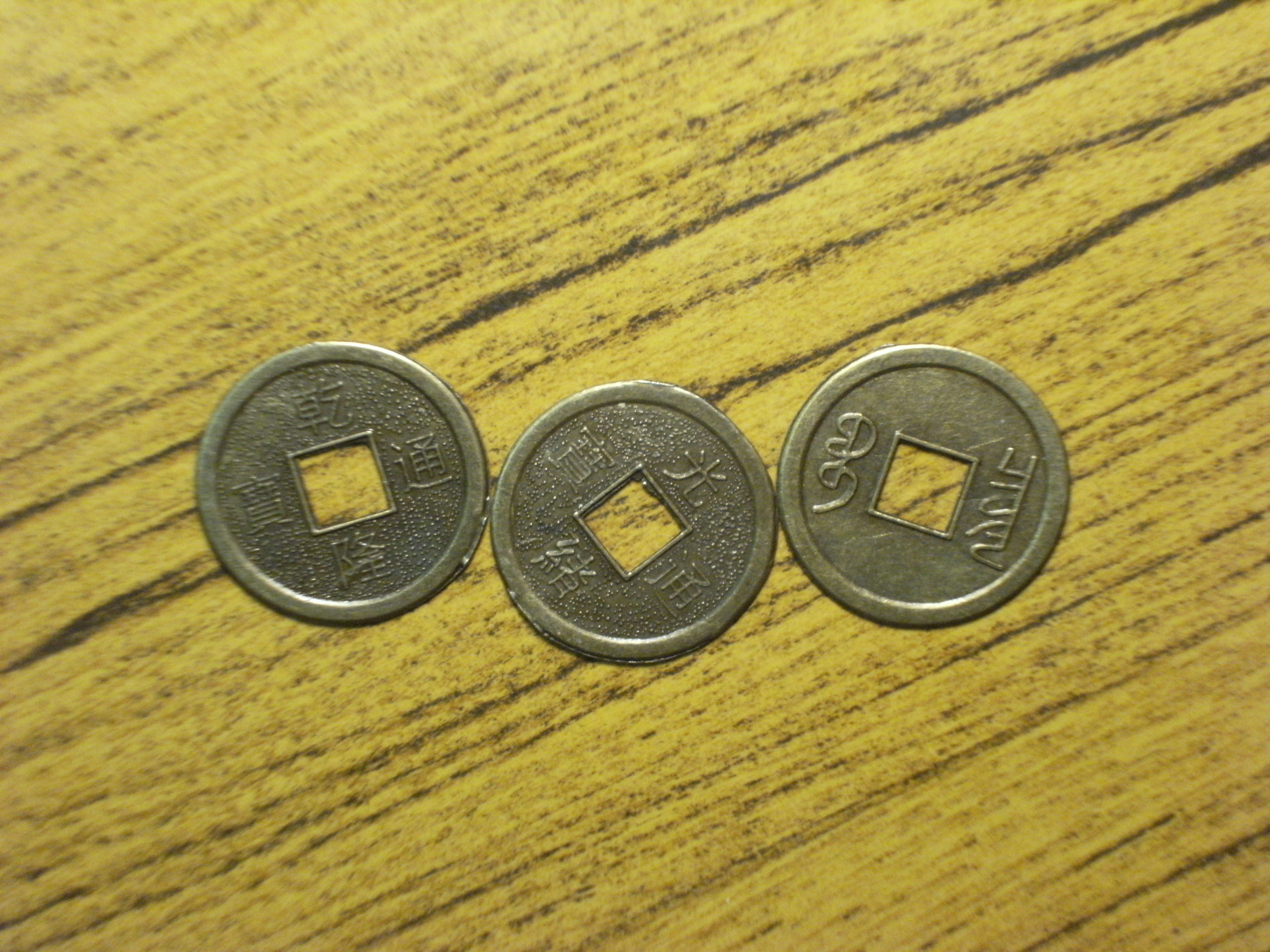
Aux époques moderne et contemporaine, la divination de type Yi Jing se fait avant tout à l'aide de trois pièces de monnaie ; ici un tirage de 2 faces et 1 pile.

Les observateurs européens du XIXe siècle relèvent que la divination du Yi Jing est employée dans tous les niveaux de la société, aussi bien à la cour impériale que par les fonctionnaires provinciaux pour les assister dans la prise de décision, qu'au niveau du lignage et de la famille pour les événements importants de la vie religieuse, sociale et économique. Le rituel suit dans les grandes lignes celui décrit par Zhu Xi, et, avant de coucher par écrit les hexagrammes et leur interprétation, le devin s'appuie sur un des manuels d'interprétation courants, comme celui de Wang Weide publié en 1709. Les devins sollicités par les gens du commun procédaient plutôt par le tirage de pièces de monnaie que par des tiges d'achillée, sans doute parce que cette méthode était plus économe en temps. C'est encore à l'heure actuelle la méthode la plus usitée : on emploie trois pièces de monnaie (de nos jours souvent des imitations), qui sont jetées en même temps, le côté face valant yin et le chiffre 2, côté pile yang et le chiffre 3, valeurs qui permettent d'aboutir aux chiffres 6, 7, 8 ou 9 de la méthode classique pour déterminer les attributs de chacune des lignes des figures ; six lancers permettent de former un hexagramme, en partant de la ligne du bas et en remontant jusqu'à celle du haut.
Au début du XXe siècle, le Yi Jing connaît un certain discrédit en raison de son inclusion dans le corpus de textes canoniques promu par le pouvoir impérial déchu, et les liens qui se sont tissés entre lui et la tradition confucéenne honnie par les penseurs modernistes, en particulier dans la mouvance du mouvement du 4 mai. Les historiens critiques de la tradition étudient le texte de plus en plus pour en retrouver son origine, et l'expurger du vernis de l'orthodoxie confucéenne et impériale, et c'est dans ce contexte qu'il faut entendre les travaux fondamentaux de Gu Jiegang (1893-1980) et de ses disciples, qui initient en 1931 la séparation entre Yi Jing et Zhou Yi évoquée plus haut, devenue essentielle dans les études académiques. Dans la République populaire, avec la consécration de la prédominance de l'histoire marxiste et du matérialisme historique, le Yi Jing est vu comme un texte reflétant un stade préhistorique du féodalisme chinois. Ce nouveau cadre intellectuel n'empêche pas la poursuite des études critiques sur les origines antiques du texte. Certains spécialistes du Yi Jing essaient également de concilier sa pensée, en particulier le yin et le yang, avec la dialectique hégélienne et marxiste.
Dans les années 1980 et 1990 les études sur le Yi Jing connaissent un regain important, au point qu'on a pu parler d'une « fièvre du Yi Jing ». Cela survient à la suite de découvertes archéologiques (dont celle des manuscrits de Mawangdui) qui apportent un nouvel éclairage sur les origines du texte, mais aussi et surtout parce que la politique d'ouverture économique du pays favorise l'édition de nouveaux textes et l'utilisation du Yi Jing appliqué aussi bien au feng shui, qu'à la psychologie ou aux méthodes de travail sur soi, offrant une plus large audience aux spécialistes du classique. Cela se fait quand bien même le classique est souvent présenté comme un ouvrage reposant sur la superstition, qui a été un instrument de contrôle et d'oppression politiques durant l'ère impériale, par de nouvelles lectures incluant des éléments philosophiques, métaphysiques et scientifiques pour expliquer le texte, en puisant dans le vaste corpus de commentaires produits sur le classique depuis l'Antiquité, à rebours de la tendance à l'historicisation et à la recherche du texte originel. L'aspect populaire de la « fièvre du Yi Jing » se voit dans la construction d'un parc d'attraction autour de la thématique du Zhou Yi à Fuling (Chongqing, Sichuan), là où l'érudit de l'époque Song Cheng Yi a composé son commentaire du Yi Jing.

### Voisins de la Chine
Dans la sphère culturelle sous influence chinoise, le Yi Jing a été connu, adopté et étudié depuis plusieurs siècles, notamment parce que les États y ont repris à leur compte l'orthodoxie néo-confucianiste.

Le drapeau de la Corée du Sud reprend des figures du Yi Jing : les quatre trigrammes représentant la terre, le ciel, le feu et l'eau, disposés autour du Taijitu.

En Corée, le Yi Jing (cor. Juyeok) devient important avec l'adoption des principes néo-confucianistes par le régime Choseon (1392-1910). Seo Gyeongdeok (ou Hwadam ; 1489-1546) développe une interprétation du classique qui s'inscrit dans la lignée de celle de Shao Yong, développant une approche matérialiste, postulant que la matière est supérieure au « principe » cher aux néo-confucéens. Yi Hwang (ou T'oegye ; 1501–1570) défend de son côté une approche plus fidèle à celle de Zhu Xi. Par la suite les approches critiques modernistes se développent, intégrant également des éléments occidentaux. D'une manière générale les penseurs coréens qui se sont confrontés au Yi Jing ont souvent repris des idées de plusieurs écoles interprétatives chinoises plutôt que d'une seule. Se développent également des approches ayant un aspect nationaliste, inscrites dans des courants voulant que le confucianisme coréen soit resté plus confucéen que celui de Chine. En 1882 le royaume de Joseon adopte un drapeau qui fait figurer en son centre un Taijitu (cor. Taegeuk), entouré de huit trigrammes. Ce principe s'est prolongé depuis, avec quatre trigrammes au lieu de huit, et il se retrouve dans le drapeau de la Corée du Sud.
Au Japon les études sur le Yi Jing (jap. Ekikyō) se développent surtout à l'époque d'Edo (1603-1868), les Tokugawa ayant érigé le néo-confucianisme en idéologie officielle. Les shoguns et les membres de l'élite politique et intellectuelle participent à de nombreux séminaires sur le classique, qui sert à promouvoir le principe de soumission au régime, et on estime qu'environ un millier d'ouvrages consacré à l'ouvrage auraient été publiés dans l'archipel durant cette période, soit autant qu'en Chine contemporaine, à la population largement supérieure. Comme ailleurs l'orthodoxie est celle dérivant de l'approche de Zhu Xi. Et comme en Chine le livre est soumis à des études l'analysant sous une grille de lecture bouddhiste, et il en est de même pour la religion indigène, le shintoïsme. La divination par le Yi Jing se pratique à toutes les échelles de la société, entraînant une large diffusion des manuels qui lui sont consacrés, et la symbolique liée à cet ouvrage se retrouve en de nombreux endroits. L'ouvrage fait également l'objet de tentatives de récupérations nationalistes.
Au Vietnam c'est avec la dynastie Lê (1428–1788) que le néo-confucianisme prend un statut éminent et que l'étude du Yi Jing se diffuse, et son influence se voit aux divers niveaux de la société. Lê Quý Đôn (1726–1784) donne un commentaire du classique puisant à la fois dans le fond néo-confucéen et dans les approches critiques modernisantes, aboutissant sur des propositions de réformes politiques et sociales. L'éclectisme est là aussi de mise dans les approches philosophiques du classique.
Au XXe siècle les études sur le Yi Jing se poursuivent dans ces différents pays, de même que la divination par les hexagrammes, sans pour autant connaître de regain marqué similaire à celui de la « fièvre du Yi Jing » chinoise.

### En Occident
En Occident le Yi Jing est étudié par les sinologues en tant que manifestation de l'histoire et de la culture de la Chine et de leurs évolutions sur plusieurs siècles, mais il a également éveillé l'intérêt en dehors de leurs cercles, notamment pour des motivations spirituelles ou artistiques.

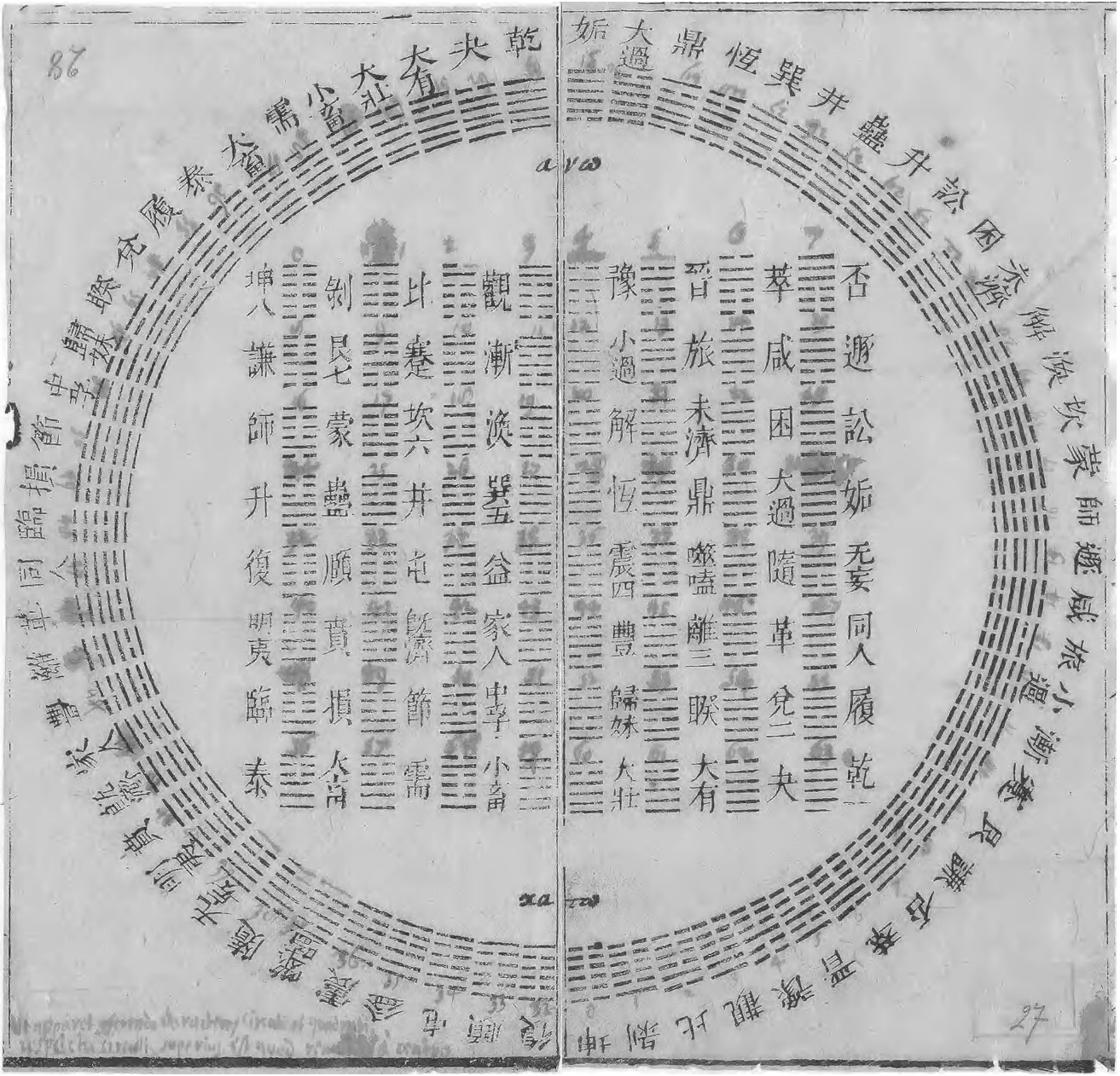
Le diagramme du Ciel antérieur adressé par Bouvet à Leibniz.

Les premiers Occidentaux à étudier le classique sont les Jésuites arrivés en Chine afin de convertir sa population au christianisme, ce qui supposait dans leur approche de s'imprégner au préalable de la culture locale et donc d'étudier sa production intellectuelle. Joachim Bouvet (1656-1730) est le premier à conduire une étude poussée du livre, dont il discute avec un de ses plus illustres amateurs, l'empereur Kangxi. Relevant de la tendance figuriste, il recherche dans les classiques chinois dont le Yi Jing des traces de la révélation chrétienne (ainsi le trigramme qian avec ses trois lignes continues renverrait à la Trinité), afin d'appuyer son entreprise de christianisation. Il cherche aussi par les nombres et les diagrammes à tracer des parallèles avec le pythagorisme, le néo-platonisme et la kabbale, et il produit ses propres diagrammes cherchant à synthétiser prédictions et vision globale du cosmos. Son mouvement ne reçoit pas l'appui de l'Église et s'en trouve discrédité, mais ses travaux sont importants pour la connaissance du Yi Jing en Europe,. Ainsi la correspondance de Bouvet avec le philosophe et mathématicien allemand Gottfried Wilhelm Leibniz conduit à la première analyse du Yi Jing par une des grandes figures de la vie intellectuelle européenne. Leibniz est intéressé par l'ouvrage dans le cadre de ses recherches sur un langage premier formel, la caractéristique universelle derrière laquelle se verrait l’œuvre de Dieu. Il étudie donc attentivement le diagramme du Ciel antérieur de Shao Yong que lui envoie le Jésuite et le met notamment en relation avec ses travaux sur la numération binaire,.
La première traduction du Yi Jing en latin est l’œuvre de Jésuites opposés au figurisme, sous la direction de Jean-Baptiste Régis (1663–1738), accomplie entre 1707 et 1723, mais seulement publiée dans les années 1830 à l'initiative du sinologue allemand Julius Mohl (1800–1876). Elle précède une série de traductions en langues vernaculaires, dans les années 1870-1890, dont celles de Canon Thomas McClatchie (1876) et James Legge en anglais (1882), et celles de Paul-Louis-Félix Philastre (1885-1893) et Charles de Harlez (1889) en français. Cela s'inscrit plus largement dans un mouvement de découverte des philosophies « orientales » dans le milieu intellectuel européen de la seconde moitié du XIXe siècle av. J.-C.. McClatchie, un révérend presbytérien en mission en Chine, voit dans le classique une illustration d'un matérialisme païen, avec un symbolisme sexuel. Legge, également un missionnaire, traduit l'ouvrage avec l'aide d'un érudit chinois, Wang Tao (1828-1897), et y cherche comme Bouvet avant lui des traces de compatibilité avec le christianisme, sans pour autant ranimer le figurisme. Il n'éprouve cependant que peu de considération pour les aspects figuratifs et numérologiques du classique ; sa traduction demeura longtemps une référence, mais suscita de nombreuses critiques pour son approche littérale,. À son exemple les traducteurs du Yi Jing sont souvent des missionnaires (jusqu'à Richard Rutt, en 1996), et éprouvent du dédain pour son contenu, jugé comme superstitieux et païen.

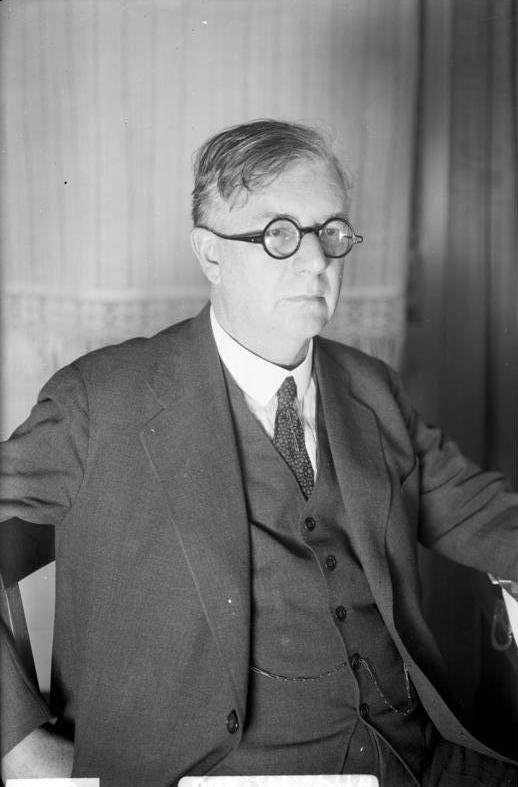
Richard Wilhelm (1873-1930), auteur de la traduction du Yi Jing la plus répandue en Occident.

L'allemand Richard Wilhelm (1873-1930) est une exception, puisqu'il perçoit le livre comme une manifestation de la sagesse universelle et pense que l'Occident a beaucoup à apprendre de la pensée chinoise, aussi il entend faire comprendre aux Occidentaux la manière dont les Chinois comprenaient le Yi Jing. Sa traduction, I Ging, Das Buch der Wandlungen (1923), devient la référence dans les pays occidentaux, alors qu'aucune de celles de ses prédécesseurs n'était parvenue à s'imposer tant les controverses sur la traduction comme l'interprétation étaient vives. Certes elle n'est pas exempte de critiques de la part d'autres spécialistes du texte, mais il est considéré que l'approche de Wilhelm la rend plus facile à lire que la plupart des autres, ce qui est vu comme la raison de son succès. Également réalisée avec l'aide d'un érudit chinois, Lao Naixuan (1843-1921), elle cherche de fait avant tout à transmettre le sens du texte, ou du moins son interprétation par Wilhelm, plutôt que de suivre une traduction littérale à la manière de Legge. Elle est accompagnée de longs développements explicatifs, suivant plutôt l'approche de l'orthodoxie néo-confucéenne, tout en s'appuyant à plusieurs reprises sur des philosophes allemands ou la Bible et le christianisme (il lui arrive de faire explicitement référence à « Dieu » dans son commentaire). Elle doit aussi beaucoup de son succès à sa traduction en anglais en 1950 par Cary F. Baynes, et est également traduite en néerlandais, en italien, puis en français,.
La traduction anglaise du Yi Jing de Wilhelm est préfacée par le psychologue Carl Gustav Jung, ami du traducteur, dont l'intérêt pour le Yi Jing a joué dans la popularité de l'ouvrage en Occident ; cette traduction en anglais est du reste faite par une élève de Jung, Cary Baynes, et celle en français est faite par un psychologue jungien, Étienne Perrot. Jung souscrit à l'approche de Wilhelm qui voit dans le classique un ouvrage de sagesse profonde, et non pas une simple et obscure curiosité venue de Chine. Selon Jung, « il est évident que ce livre représente une longue admonestation à un examen attentif de son caractère, de son attitude et de ses motivations. » C'est donc un livre d'un grand intérêt quand bien même il est vu comme non-rationnel, car c'est aussi une manière d'atteindre l'inconscient, et qu'il peut être utile pour atteindre l'accomplissement personnel. Il retrouve aussi dans le Yi Jing son concept de synchronicité. Par la suite plusieurs psychologues ont fait du Yi Jing un objet d'études, ce qui a conduit à l'apparition de nouvelles façons de lire l'ouvrage.
La traduction anglaise de Wilhelm par Baynes offre aussi dans un appendice des clés pour pratiquer la divination du Yi Jing, avec l'achillée ou les pièces de monnaie, ce que ne faisaient pas les traductions antérieures. Cela a ouvert la possibilité à un modeste développement de cette pratique en Occident, peu étant néanmoins allé jusqu'à se lancer dans l'étude des commentaires et manuels chinois permettant d'approfondir les méthodes divinatoires. L'approche dominante chez les Occidentaux est plus philosophique, donc dérivée de celle de l'école « signification et principe » et de Wang Bi, aussi des néo-confucéens de l'époque Song, et moins orientée vers l'approche « figures et nombres » et la divination.
Plusieurs artistes ont témoigné d'un intérêt pour le Yi Jing, notamment différents représentants de la contre-culture des années 1960-1970. Dans le livre de science-fiction Le Maître du Haut Château de Philip K. Dick (1962) les personnages principaux consultent les hexagrammes qui révèlent le déroulement futur de l'intrigue. Parmi les amateurs du livre se trouvent le français Raymond Queneau et le mexicain Octavio Paz. Le compositeur John Cage a composé plusieurs œuvres en s'inspirant du classique chinois, à commencer par Music of Changes (1951), et son travail a suscité un intérêt pour l'ouvrage chez d'autres compositeurs, comme Udo Kasemets et James Tenney, et chez le chorégraphe Merce Cunningham. Le Yi Jing a aussi suscité l'intérêt des spécialistes de l'occultisme, en particulier Aleister Crowley. Il se retrouve également dans des courants New Age.
Le Yi Jing a également fait l'objet de nombreuses études scientifiques, ou du moins se revendiquant comme telles, puisqu'il est courant d'y rechercher une forme de précurseur de la mécanique quantique, de la programmation informatique, ou encore de la théorie du chaos. C'est par exemple le cas du Tao de la physique de Fritjof Capra (1975). Les interprétations du classique utilisant des méthodes mathématiques remontent à l'Antiquité chinoise, et aussi aux débuts de la réception de l'ouvrage en Occident, avec Bouvet et Leibniz, et cela s'est poursuivi après eux, donnant lieu à une abondante production de livres, de qualité très inégale. Pour ce qui concerne les sinologues, la figure majeure de l'histoire des sciences chinoises en Occident, Joseph Needham, le considérait sous un jour négatif, car à ses yeux le système des hexagrammes est une forme de compartimentage (« pigeon-holing ») qui ne conduit pas à grand chose, à la différence des principes de yin-yang et des cinq phases qui seraient des précurseurs de la pensée scientifique.

## Dans la fiction
- Le Maître du Haut Château de Philip K. Dick

Dans ce roman d'uchronie, les héros découvrent leur condition à travers le Yi Jing. Le roman qui constitue le lien entre tous les personnages, Le Poids de la sauterelle, écrit par un certain Hawthorne Abendsen, un écrivain qui a imaginé les conséquences d'une victoire des Alliés pendant la guerre, se révèle avoir été lui-même rédigé avec l'aide du Yi Jing.
- Corto Maltese en Sibérie de Hugo Pratt

Dans cette bande dessinée Corto Maltese commence son aventure à Hong-Kong auprès d'un vieux sage qui réalise des Yi Jing en calligraphie.
- Au pire qu'est-ce qu'on risque ? de Donald Westlake

Dans ce roman, Max Fairbanks, milliardaire qui a volé une bague porte-bonheur au cambrioleur Dortmunder, consulte plusieurs fois le Yi Jing. Les oracles lui permettent parfois de deviner les menées de Dortmunder, ou, plus souvent, l'égarent. 
- À la croisée des mondes de Philip Pullman

Dans cette saga de fantasy, dans le second tome, le personnage de Mary Malone, scientifique qui vit dans notre monde, étudie et communique avec la Poussière (sorte de « particules » véhiculant la conscience) à l'aide d'une machine qui se base sur Yi Jing.
Dans l'épisode de Columbo, Grandes manœuvres et petits soldats (Grand Deceptions), épisode 4 de la saison 8, le  Yi Jing est mis en scène.

### Principales traductions
- I Ging - das Buch der Wandlungen, traduction du chinois en allemand de Richard Wilhelm, 1923, Edition Eugen Diedrichs Verlag 1970,  (ISBN 3-424-00061-2)
- I Ching - or book of changes, traduction du chinois en allemand de Richard Wilhelm, traduction en anglais de Cary Baynes, préface de Carl Gustav Jung, Penguin, 1967,  (ISBN 0-14-019207-7).
- Richard Wilhem Yi king : le livre des transformations, trad. française et préface d'Étienne Perrot, Librairie de Médicis, Paris, 1973
- Yi King : Le livre des transformations (trad. Richard Wilhelm, trad. française et préface d'Etienne Perrot), Paris, Librairie de Médicis, 1992
- Le Yi King, traduction Française de Paul-Louis-Félix Philastre, présentation de François Jullien, Zulma, 1992, 882 pages.
- Yi king, Thomas Cleary et Lieou Yi-Ming, Point Seuil, 2001
- Yi Jing. Le Livre des Changements, Cyrille J.-D. Javary et Pierre Faure, Paris : Albin Michel, février 2002, 1 065 pages.
- Yi king - traité des vases communicants. Une pratique pour vivre au cœur des coïncidences, Anaël Assier, Le Mercure dauphinois, 2008, 256 pages,  (ISBN 978-2-35662-002-6).
- Le Yi Jing, pratique et interprétation pour la vie quotidienne, Arlette de Beaucorps et Dominique Bonpaix. Préface Cyrille Javary. Albin Michel. Collection spiritualités vivantes.
- Lars Bo Christensen: The Book of Changes - The original Core of the I Ching. Create Space 2015.  (ISBN 978-87-997976-1-5).

### Pensée chinoise
- Anne Cheng, Histoire de la pensée chinoise, Paris, Éditions du Seuil, coll. « Points Essais », 2002 (1re éd. 1997), « Le Livre des Mutations », p. 268-289
- Marcel Granet, La pensée chinoise, Paris, Albin Michel, 1968 (1re éd. 1934)
- (en) Donald Harper, « Warring State Natural Philosophy and Occult Thought », dans Michael Loewe et Edward L. Shaughnessy (dir.), The Cambridge History of Ancient China, From the Origins of Civilization to 221 BC, Cambridge, Cambridge University Press, 1999, p. 813-884

### Analyses sur leYi Jing
- (en) David R. Knechtges, « Yi Jing 易經 (Classic of Changes) », dans David R. Knechtges et Taiping Chang (dir.), Ancient and Early Medieval Chinese Literature: A Reference Guide, Part Four, Leyde, Brill,‎ 2014 (ISBN 978-90-04-27217-0), p. 1877–1896
- (en) Richard Rutt, The Book of Changes (Zhouyi) : A Bronze Age Document, Richmond, Curzon, 1996 (ISBN 0-7007-0467-1)
- (en) Edward L. Shaughnessy, « I Ching 易經 (Chou I 周易) », dans Michael Loewe (dir.), Early Chinese Texts: A Bibliographical Guide, Berkeley, Society for the Study of Early China and The Institute of East Asian Studies, University of California, Berkeley,‎ 1993, p. 216-228
- (en) Edward L. Shaughnessy, Unearthing the Changes : Recently Discovered Manuscripts of the Yi Jing (I Ching) and Related Texts, Columbia University Press, 2014 (ISBN 978-0-231-16184-8)
- (en) Richard J. Smith, Fathoming the Cosmos and Ordering the World : the Yijing (I Ching, or Classic of Changes) and its Evolution in China, Charlottesville, University of Virginia Press, 2008 (ISBN 978-0-8139-2705-3)
- (en) Richard J. Smith, The I Ching : A Biography, Princeton, Princeton University Press, 2012 (ISBN 978-0-691-14509-9)
- (en) Geoffrey Redmond et Tze-Ki Hon, Teaching the I Ching (Book of changes), Oxford, Oxford University Press, 2014 (ISBN 9780199766819)
- Léon Vandermeersch, « Origine et évolution de l'achilléomancie chinoise », Comptes rendus des séances de l'Académie des Inscriptions et Belles-Lettres, vol. 134, no 4,‎ 1990, p. 949-963 (lire en ligne)

### Autres études
- Pierre Faure, Yi Jing : Le Classique des Mutations, Paris, Les Belles Lettres / La Compagnie du Livre Rouge, 2020, 700 p. (ISBN 978-2-251-45237-1).
- Jean Choain, Introduction au Yi-King, Éditions du Rocher, 1983, 275 p. (ISBN 2268002330).
- Carl Gustav Jung, Commentaire sur le mystère de la fleur d'or, Albin Michel, coll. « Spiritualités ».
- Cyrille Javary, Les Rouages du Yi Jing : Éléments pour une lecture raisonnable du Livre des Changements, Arles, Philippe Picquier, coll. « écrits dans la paume de la main », 2001, 131 p. (ISBN 2-87730-563-5).
- Cyrille Javary, Le discours de la tortue : découvrir la pensée chinoise au fil du Yi Jing, éditions Albin Michel, 2003.
- Patrice Levallois et Patrice Van Eersel, Le jeu du Tao, comment devenir le héros de sa propre légende, éditions Albin Michel, 2004.
- Pierre Faure, Le Yi Jing par lui-même, Alphée, 2006.
- Arlette de Beaucorps et Dominique Bonpaix (préf. Cyrille J. D. Javary), Le Yi Jing : Pratique et interprétation pour la vie quotidienne, éditions Albin Michel, coll. « Spiritualités vivantes » (no 249), novembre 2010, 570 p. (ISBN 978-2-226-21565-9).
- Tan Xiaochun et Li Dianzhong (trad. Wang Dongliang et Cyrille Javary, préf. Wang Dongliang et Cyrille Javary), Le Yi Jing en dessins : (Bande dessinée bilingue), Paris, You-Feng, 1994, 257 p. (ISBN 2-906658-81-2).
- Pierre Magnin, Yi King, se connaître par son hexagramme de naissance, Grez-sur-Loing, Pardès, 2007.
- Anaël Assier, Yi King, Traité des vases communicants - Une pratique pour vivre au cœur des coïncidences, Le Mercure dauphinois, 2008.